# Русско-литовская война (1507—1508)
Русско-литовская война 1507—1508 годов — война между Русским государством и Великим княжеством Литовским, объединённым личной унией с Королевством Польским.

## Предпосылки
Причинами войны являются попытка Литвы взять реванш за поражение в предыдущей русско-литовской войне 1500—1503 годов, а также продолжение политики Русского государства объединить под своим контролем все русские земли. После объединения русских земель на севере и северо-востоке, основная борьба развернулась за западнорусские земли, контролировавшиеся Великим княжеством Литовским.
Война 1500—1503 годов привела к потере Литвой около 1/3 своей территории. После смерти в 1505 году великого князя Ивана III, выигравшего две предыдущие русско-литовские войны, на московский престол взошёл Василий III. Его приход был отмечен осложнением внешнеполитического положения Русского государства. Вторжение войск Казанского ханства и разрыв союзнических отношений с Крымом. В Литве после смерти Александра Ягеллона на престол вступил Сигизмунд I Старый, который после Клецкой битвы смог примириться с Крымским ханством. В конце 1506 года на коронации великого князя литовского Сигизмунда присутствовал крымский оглан Таваккул. А в 1507, в Крым с посольствами ездили Петр Фурс и Якуб Иваншенцович, Менгли-Гирей, выдал Сигизмунду I ярлык на «многие славянские земли», в котором жаловал великого князя не только землями Великого княжества Литовского, но и значительными территориями, принадлежащими русским, включая Новгород, Рязань, Псков, а также утраченными немногим ранее северскими землями. Литовцам как союзникам присягнули сам хан и его брат Ямгурчи, а также сыновья хана – Мехмед, Ахмед, Махмуд, Фетих, Бурнаш, племянник хана Япанча, а также лидеры кланов Ширинов, Барынов, Сиджиутов и Мангытов.

## Ход войны
В феврале 1507 года, после отказа Василия III выполнить литовский ультиматум о возврате полученных по Благовещенскому перемирию земель, литовский сейм принял решение о начале войны. Боевые действия начались летом 1507 года совместным нападением литовцев на черниговские и брянские земли и крымских татар на Верховские княжества. 9 августа в битве на реке Оке татарские войска потерпели поражение от войск московского воеводы И. И. Холмского. Победа над татарами позволила русским войскам перейти в наступление и углубиться на территорию Литовского княжества. Однако попытка взять Мстиславль оказалась неудачной.
Князь Михаил Глинский со своими многочисленными родичами объявили о переходе на службу к русскому государю вместе со своими землями. Войско Глинских взяло Мозырь (был взят без штурма, т. к. наместником города был местный староста и зять М. Глинского - Якуб Ивашинцов), а также совместно с войском В. И. Шемячича — осадило Минск и Слуцк.
Русские войска под командованием Я. З. Кошкина и Д. В. Щени осадили Оршу, однако в июле 1508 года вынуждены были отступить из-за приближения крупного литовского войска. Литовские отряды взяли Белую, Торопец и Дорогобуж, однако русские отряды Д. В. Щени вскоре отбили эти города.
В октябре 1508, во время восстания князь Михаил Львович Глинский, который ещё находился в Мозыре, обратился за поддержкой к своему союзнику, крымскому хану Менгли-Гирею. Многочисленные татарские «отряды» вторглись в литовские земли и стали разорять Полесье. Великий князь литовский Сигизмунд Казимирович отправил против крымцев великого гетмана литовского Константина Острожского с литовским войском. Часть татар победили Константин Острожский и русин казак Полюс, взяв несколько тысяч конницы, двинулся в поход из Смоленска, совершил быстрый марш и под Слуцком разбил главные силы крымской орды, а позднее за несколько дней рассеял небольшие татарские «отряды». Другую часть, на Случе, победили ротмистр пехотинцев Лукаш Моравец и конные бояре Анастасии Слуцкой.

## Мирный договор

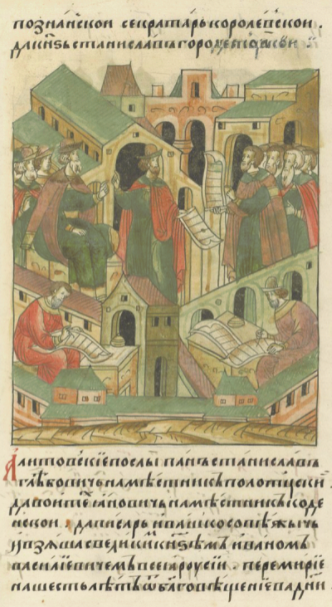
Станислав Глебович, Войтех Клочко и Иван Сапега заключают мир с Иваном III Великим

В сентябре 1508 года между Сигизмундом I и Василием III начались переговоры о мире. Мирный договор был подписан 8 октября 1508 года. Согласно ему, Великому княжеству Литовскому возвращался Любеч с окрестностями, остальные же завоевания Ивана III в русско-литовской войне (1500-1503) признавались за Русским государством, утратившим, однако, выход к Днепру. Земли князей Глинских остались в составе Литвы, и им пришлось с имуществом переселиться в Русское государство. Начиная с октября 1508 года крымские татары начали ежегодные походы на литовские земли, вплоть до заключения нового антирусского союза в 1512 году.